# KWM-02
KWM-02 – polska modułowa kamizelka kuloodporna opracowana przez Maskpol na potrzeby Sił Zbrojnych RP.
KWM-02, obok modelu KWM-01, stanowi standardowe wyposażenie balistyczne używane przez Siły Zbrojne Rzeczypospolitej Polskiej. Została zaprojektowana z myślą o spełnianiu współczesnych wymagań pola walki, a jej modułowa konstrukcja umożliwia elastyczne dopasowanie do zróżnicowanych potrzeb operacyjnych.

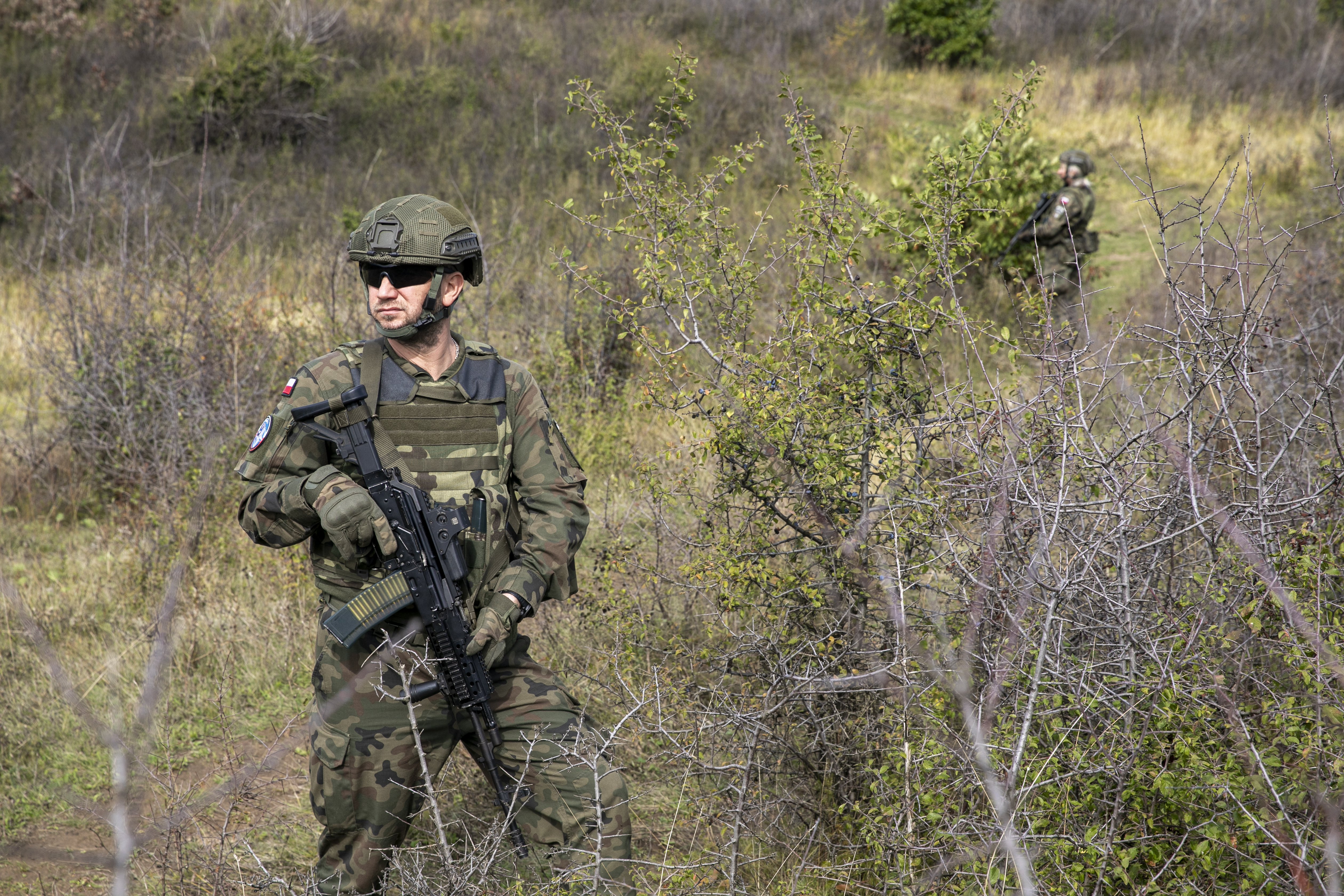
Polski żołnierz w kamizelce KWM-02 na misji w Kosowie.

## Historia
W 2009 roku kamizelki KWM-01 trafiły do żołnierzy Polskiego Kontyngentu Wojskowego w Afganistanie oraz Iraku. Szybko jednak ujawniono poważne wady kamizelki, co skłoniło firmę Maskpol do przeprowadzenia prac modernizacyjnych w celu jej ulepszenia. Rezultatem tych działań była nowa wersja – KWM-02, oznaczona kryptonimem „KANDAHAR”. Jeszcze w tym samym roku kamizelki te dostarczono zarówno polskim siłom zbrojnym, jak i żołnierzom Polskiego Kontyngentu Wojskowego w Afganistanie.

### Zamówienia
23 grudnia 2016 roku zawarto dwie umowy wykonawcze dotyczące dostaw hełmów i kamizelek. Pierwsza obejmowała zakup hełmów wz. 2005B o wartości 54,2 mln zł, z planowaną dostawą w latach 2016–2019. Druga dotyczyła dostawy 19,7 tys. kamizelek KWM-02 za łączną kwotę 194 mln zł, również z realizacją w tym samym okresie. Dodatkowo, 29 maja 2019 roku zamówiono kolejne 2 tys. kamizelek KWM-02 za 20 mln zł brutto, z dostawą zaplanowaną na lata 2019–2020.
W dniu 29 maja 2019 roku zamówioną dodatkowe ponad 2000 kamizelek KWM-02 o łącznej wartości 20 mln zł brutto, z terminem realizacji w latach 2019–2020.
20 października 2021 roku zawarto kolejną umowę na dostawę około 2000 kamizelek KWM-02 o wartości 20 mln zł. Rok później umowę tę zmodyfikowano, zwiększając wartość zamówienia o dodatkowe 25 mln zł.
W 2023 roku zawarto umowę na dostawę 13,5 tysiąca kamizelek ochronnych KWM-02, których zakup wyniesie Skarb Państwa 160 mln zł brutto.

## Specyfikacja
- W pełni kompatybilny ze standardowymi taśmami MOLLE/PALS:[9]

- Mechanizm szybkiego zwalniania (QR) umożliwiający szybkie wyjmowanie w sytuacjach awaryjnych, w tym wzmocniony uchwyt do bezpiecznego wyjmowania

- Odporność balistyczna wg PN-V-87000:2011.
- Miękka wkładka – Odporność: K1A.
- Odporność: O2.
- Wkładka dodatkowa (twarde płyty balistyczne):
- Odporność na pociski:
- Przednia wkładka balistyczna: K4
- Wkładka balistyczna tylna: K4
- od 4 do 13 kg[10]

### Użytkownicy
- Polska[11]
- Ukraina[12]